# Heinzelmann (Radiobausatz)

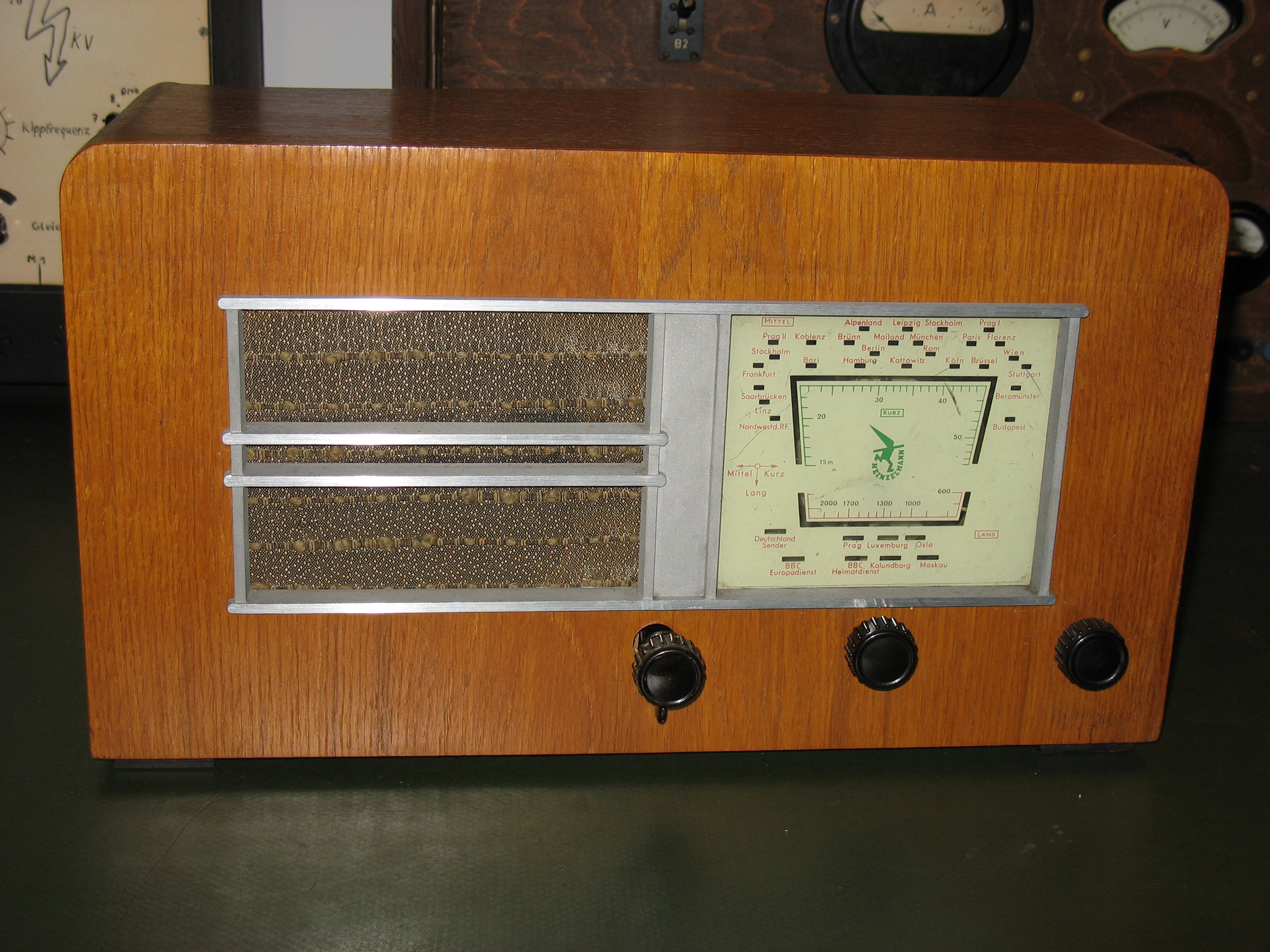
Heinzelmann-Radio

Das Heinzelmann-Radio  war ein von Hans Eckstein im Auftrag von Max Grundig entwickelter und ab 1946 in Deutschland vertriebener Bausatz für ein Röhrenradio zum Zusammenbau durch den Käufer. Der Bausatz schuf den Grundstein für den Erfolg des Unternehmens Grundig.

## Entwicklung und Produktion

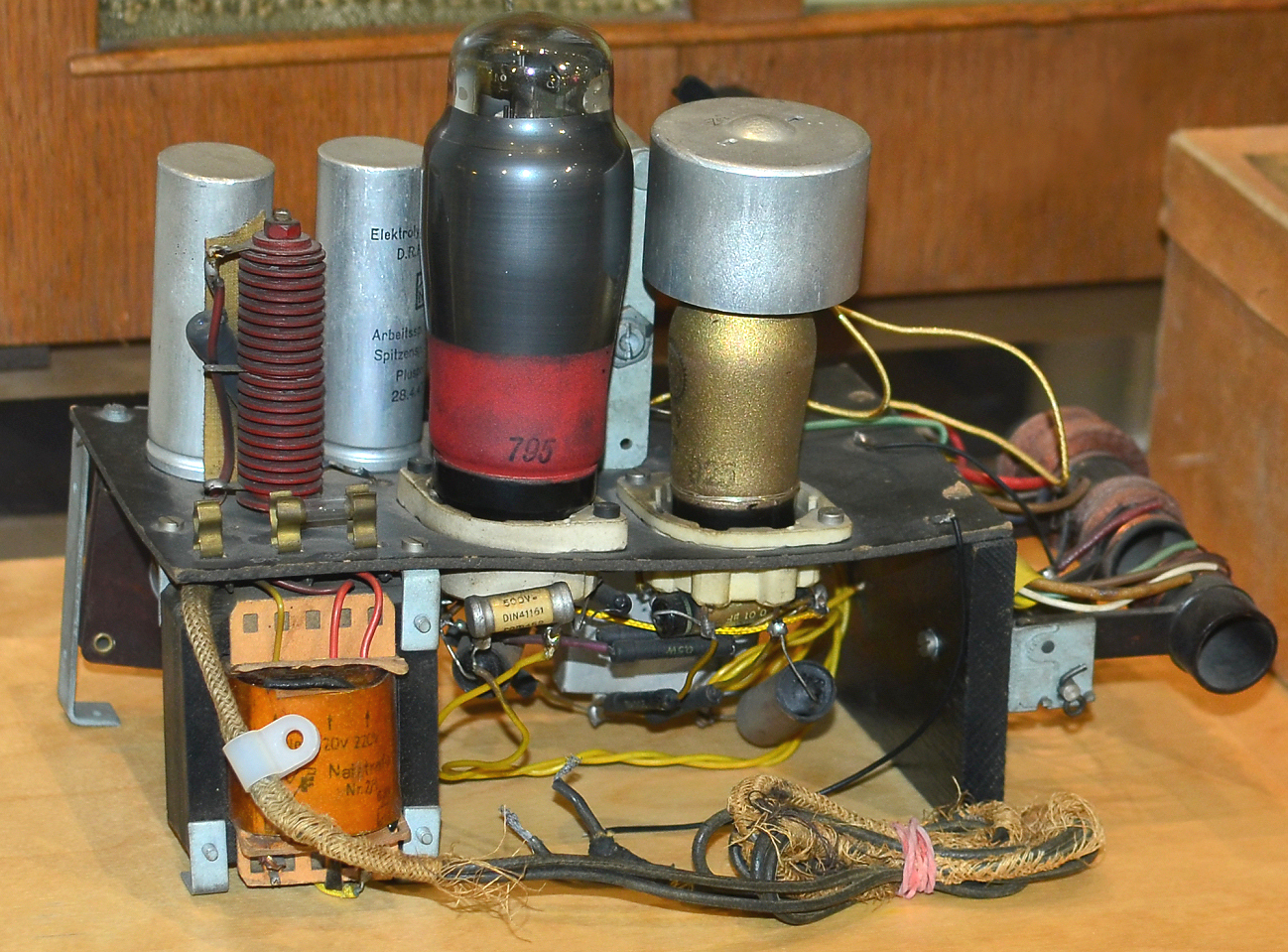
Bauteile des Bausatzes im Deutschen Museum Bonn

In der Nachkriegszeit herrschte in der Bevölkerung ein hohes Informationsbedürfnis, während die Alliierten die Versorgung von Privatleuten mit Radiogeräten streng bewirtschafteten. Die Geräte waren anfangs nur auf Bezugsschein zu erhalten. 
Im Dezember 1945 beschloss der Fürther Kleinunternehmer und Kaufmann Max Grundig, einen Rundfunkbaukasten für Bastler herzustellen. Durch die Deklarierung als Spielware gelang es ihm, das alliierte Verbot zur Herstellung von Rundfunkgeräten zu unterlaufen und die Marktlücke hinsichtlich Radioempfängern zu schließen. Der Schaltplan war bis Juli 1946 fertiggestellt und im August 1946 wurde die behördliche Genehmigung zur Produktion erteilt. Die Serienproduktion setzte im Oktober 1946 in Fürth ein. Ausgeliefert wurde ab Januar 1947. Bis Jahresende 1947 waren über 12.000 Stück hergestellt und verkauft. 1948 waren bereits rund 39.000 Bausätze hergestellt worden. Bis zur Währungsreform von 1948 kostete das Radio als Allstromgerät 176 Reichsmark und als Variante für Wechselstrom 189 Reichsmark, damals ein hoher Preis. Bezogen auf das Jahr 1947 entspricht dies inflationsbereinigt in heutiger Währung 680 bzw. 740 Euro.
Für September 2020 hat Grundig eine Neuauflage des Gerätes angekündigt. Das mit aktueller Technik ausgestattete Radio ist auf 5000 Exemplare limitiert.

## Beschreibung

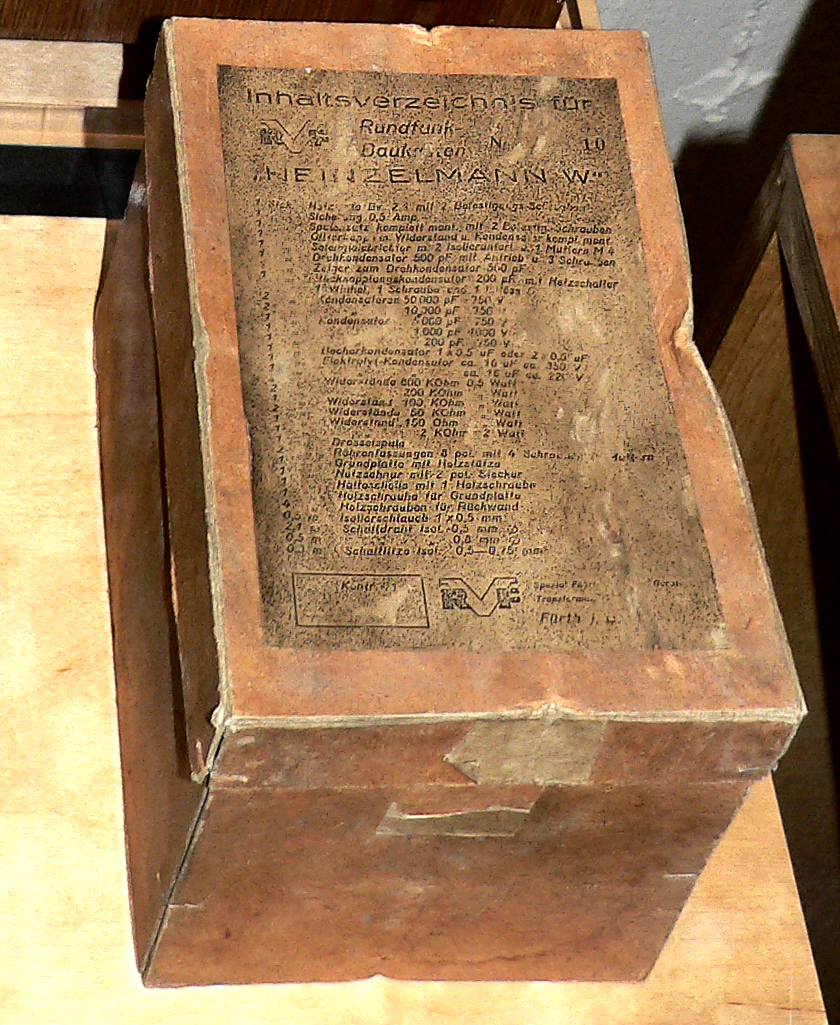
Verkaufskarton mit Liste der Bauteile

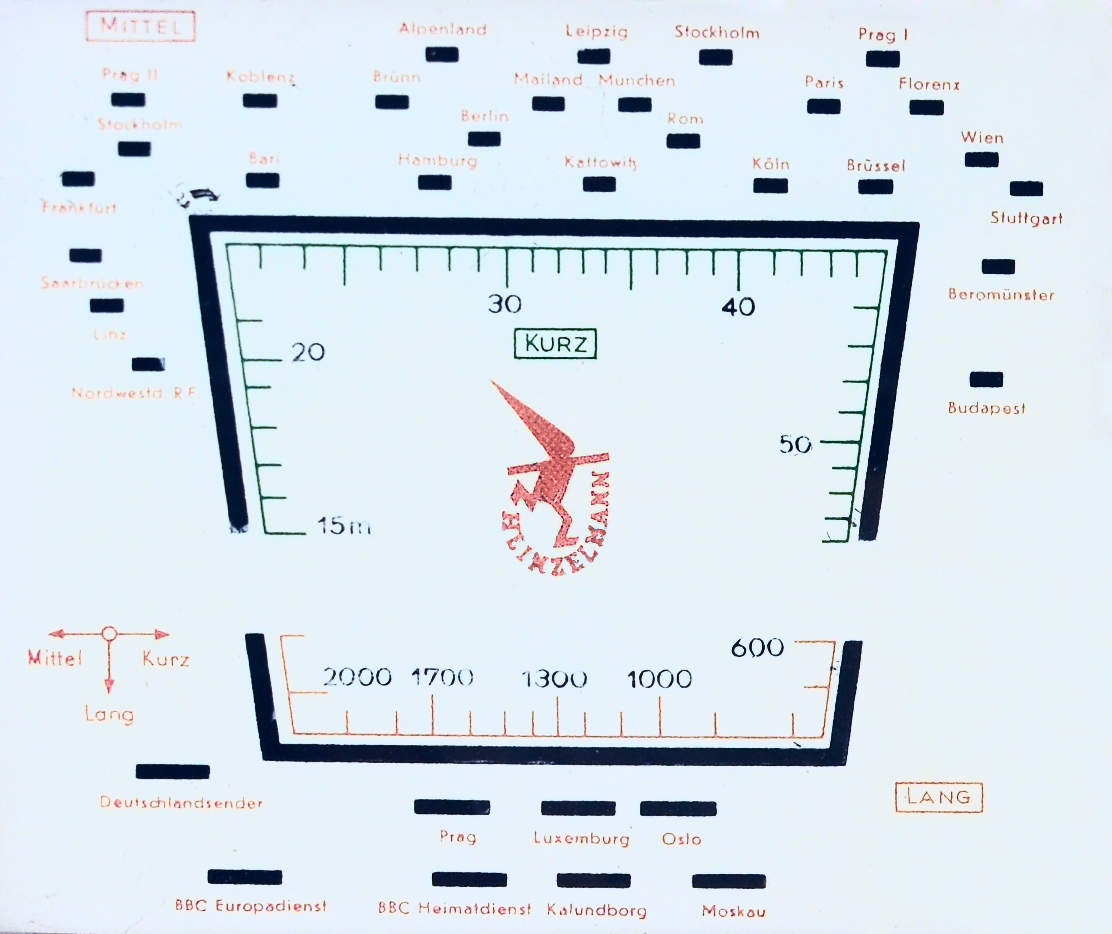
Senderanzeigetafel

Mit dem Gerät konnten Mittel-, Lang- und teilweise Kurzwellensender empfangen werden. Technisch ist der Empfänger ein Rückkoppelungseinkreiser.
Der Radiobausatz wurde in einem Pappkarton vertrieben, der fast alle Einzelteile und einen Bauplan enthielt. Das hölzerne Gerätegehäuse gehörte nicht zum Bausatz und war nach einem Plan vom Käufer selbst anzufertigen. Die für das Radio benötigte Radioröhre wurde nicht mitgeliefert, da Grundig infolge der kriegszerstörten oder demontierten Röhrenfabriken keine Radioröhren mitliefern konnte. Sie mussten sich die Käufer selbst besorgen. Dabei griffen sie zum Teil über den Schwarzmarkt auf die zu dieser Zeit noch reichlich verfügbaren Wehrmachtsröhren, wie die RV12P2000, zurück. Als Dämmstoff diente Füllmaterial aus nicht explodierten Luftminen. Der Zusammenbau setzte ein gewisses technisches Verständnis beim Erwerber voraus. 
Namensgeber für den (1946 zunächst namenlosen) Bausatz war mit großer Wahrscheinlichkeit das „Funkheinzelmännchen“ von Hans Bodenstedt aus den Jahren 1924/1925, die Titelfigur der wohl frühesten Kinderserie des deutschen Rundfunks.